# Кастела (гора)
Кастела (грец. Καστέλλα) — гора (пагорб), що утворює півострів, в Греції, в однойменному районі у південно-східній частині міста Пірей.
Миси на південно-східній стороні гори утворюють гавань Мікролімано (Турколімано), одну з трьох природних гаваней Пірея. На вершині гори знаходиться церква Пророка Ілії, тому гора також відома як Профітіс-Іліас (грец. Λόφος του Προφήτη Ηλία).
У давнину гора, півострів, затока, гавань та однойменне портове місто були відомі як Муніхія (Μουνιχία ή Μουνῠχία). Гавань Муніхія служила військовим портом. З Муніхійського пагорба відкривався вид на всю портову частину Пірея. В історичний період гора служила акрополем Пірея. На горі знаходилися храм Артеміди Муніхії, покровительки порту, різні святині та театри. У Муніхії показували несправжню гробницю Фемістокла.
Після Ламійської війни афінянини змушені були прийняти македонський гарнізон в Муніхію (фортеця, що височіла над Піреєм).
Існує думка, що назва походить від μοῦνος ή μόνος — «єдиний». За легендою пагорб був названий на ім'я героя Муніха, сина Пантакла, вождя вигнаних фракійцями з беотійського Орхомена мінійців, що переселилися в Пірей. За іншим переказом, він був тубільним правителем Аттики (ймовірно, одна особа з Муніхом, сином Акаманта), який надав мінійцям це місце.